# 罗州 (大通)
罗州，中国南北朝时设置的州。
南朝梁大通年间置罗州。隋朝大业初年，又改岳州置罗州，治所在巴陵县（今湖南省岳阳市）。辖境约相当今湖南省华容、南县、临湘、岳阳、汨罗、湘阴、平江等县市。后改为巴陵郡。